# 牙笛鯛
牙笛鯛，為輻鰭魚綱鱸形目鱸亞目笛鯛科的其中一種，分布於東大西洋區，從塞內加爾至安哥拉海域，體長可達150公分，棲息在岩石底質或珊瑚礁海域，屬肉食性，以魚類、甲殼類為食，可做為食用魚及遊釣魚。

## 擴展閱讀
維基物種上的相關：牙笛鯛